# Sándor Bakos
Sándor Bakos (ur. 2 sierpnia 1939 w Budapeszcie, zm. 16 marca 2010 tamże) – węgierski piłkarz, grający na pozycji obrońcy. Przez większość swojej kariery występował w Vasasie Budapeszt, gdzie rozegrał 183 mecze. 30 października 1966 zagrał w wygranym 3:1 meczu reprezentacji z Austrią.

## Sukcesy
- Mistrzostwa Węgier
  - I miejsce: 1960/1961, 1961/1962, 1965, 1966
  - III miejsce: 1968
- Puchar Europy Mistrzów Krajowych
  - ćwierćfinał: 1967/1968
- Puchar Mitropa
  - I miejsce: 1962, 1965